# Astronomy Domine
Astronomy Domine — композиція британської рок-групи Pink Floyd, яку написав вокаліст і гітарист групи Сід Барретт в квітні 1967 року. Пісня є першим треком на дебютному альбомі групи The Piper at the Gates of Dawn, що вийшов у серпні того ж року.

## Композиція
Пісня починається словами Пітера Дженнера, який вимовляє в мегафон назви небесних тіл. Голос Дженнера нагадує голос астронавта при розмові по селекторному зв'язку. Гітара Барретта Fender Esquire поступово стає голоснішою, з'являється високий звуковий сигнал, який нагадує космос. Потім вступає барабан Ніка Мейсона, який супроводжує звучання гітари Барретта. Орган Річарда Райта Farfisa зливається з фоном. Лірика Барретта знову підтримує космічну тему в пісні, згадуючи планети Юпітер, Сатурн і Нептун, а також небесні тіла Оберон, Міранду, Титанію (супутники Урана) і Титан (супутник Сатурна). Барретт і Райт виконують вокал. Повторна басова партія Роджера Вотерса, орган Ріка і швидка слайд-гітара Барретта домінують, супроводжувані голосом Дженнера, який знову говорить через мегафон.

## Альтернативні версії
- Pink Floyd виконували «Astronomy Domine» з 1967 по 1971 рік і в 1994 році[3]. Разом з Роджером Вотерсом пісня була виконана в останній раз 20 червня в 1971 році, в Римі[4].
- У концертну частину альбому Ummagumma увійшла перероблена версія композиції. Вірші були подвоєні, і клавішні партії збільшені, що призвело до подовження композиції до 8 хв. Вокал Сіда Барретта виконував Роджер Вотерс[5]. Цю версію пісні також можна почути на американському виданні A Nice Pair (1973).
- Композиція була включена до збірки Echoes: The Best of Pink Floyd[6].
- Композиція також увійшла в концертний альбом P*U*L*S*E, в своєму оригінальному розмірі в 4 хвилини.
- Пісню виконували Девід Гілмор та його група на сесіях Abbey Road Studios, і вона вийшла як частина CD/DVD On an Island. Astronomy Domine виконували під час останніх небагатьох виступів Гілмора в турі On an Island, і на його DVD Live in Gdańsk.

## Учасники запису
- Сід Баррет — гітара, вокал;
- Роджер Вотерс — бас-гітара, вокал;
- Річард Райт — клавішні, орган, вокал;
- Нік Мейсон — ударні.